# 오언종
오언종(吳彦宗, 1978년 9월 14일 ~ )은 대한민국의 KBS 아나운서다.

## 학력
- 경희대학교 언론정보학과, 경영학과 학사 (1998학번)
- 서울외국어고등학교 졸업 (1995~1998)

## 경력
| 연도               | 사항                                                 |
| ------------------ | ---------------------------------------------------- |
| 2004~2006          | CBS 아나운서                                         |
| 2007.01            | KBS 아나운서실 아나운서 입사                         |
| 2007.04 ~ 2008 .03 | KBS대구방송총국 편성제작국 아나운서 (지역 순환 근무) |
| 2008.04 ~          | KBS 본사 복귀 (아나운서실 소속)                      |
| 2014.12.21 ~       | 변호사 손연욱 씨와 결혼                              |

## 방송
| 연도           | 방송사      | 제목                                  | 담당         | 진행기간                                                           | 비고 |
| -------------- | ----------- | ------------------------------------- | ------------ | ------------------------------------------------------------------ | --- |
| 2007           | KBS대구1    | 생방송 행복발견 오늘                  | 진행         |                                                                    | 대구총국 지역근무 진행 당시 |
| 2008           | KBS2        | 1 대 100                              | 1인 도전자   | 2008년 10월 7일                                                    | 73회 |
| 2009           | KBS2        | KBS 일요뉴스타임                      | 패널         |                                                                    | |
| 2009 ~ 2013    | KBS2        | 스포츠 타임                           | 진행         | 2009년 10월 20일 ~ 2013년 10월 18일                                | |
| 2009 ~ 2011    | KBS1, KBS2  | 누가누가 잘하나                       | 진행         | 2009년 10월 23일 ~ 2011년 1월 7일                                  | [ 1 ] |
| 2014           | KBS2        | 누가누가 잘하나                       | 임시진행     | 2014년 1월 3일                                                     | 신년특집 |
| 2009 ~ 2011    | KBS2        | 생방송 오늘                           | 진행         |                                                                    | 토요일 |
| 2010           | KBS2        | 연예가중계                            | 리포터       | 2010년 5월 15일 ~ 12월 25일                                        | |
| 2011           | KBS2        | 여유만만                              | 진행         | 2011년 1월 3일 ~ 5월 27일                                          | |
| 2011           | KBS2        | 의뢰인 K                              | 진행         |                                                                    | |
| 2012           | KBS1        | 우리말 겨루기                         | 임시진행     |                                                                    | |
| 2013           | KBS1        | 러브 인 아시아                        | 진행         | 2013년 4월 9일 ~ 10월 15일                                         | |
| 2013           | KBS1        | 똑똑한 소비자 리포트                  | 진행         | 2013년 4월 12일 ~ 10월 18일                                        | |
| 2013 ~ 2014    | KBS2        | 굿모닝 대한민국                       | 진행         | 2013년 10월 21일 ~ 2014년 10월 31일                                | |
| 2015 ~ 2016    | KBS 2라디오 | 아우라                                | 진행         |                                                                    | |
| 2015 ~ 2016    | KBS2        | 지구촌 뉴스                           | 진행         | 2015년 1월 5일 ~ 2016년 4월 22일                                   | [ 2 ] |
| 2015           | KBS2        | 세상은 넓다                           | 진행         | 2015년 1월 9일 ~ 4월 3일                                           | |
| 2016 ~ 2018    | KBS1        | 사랑의 가족                           | 진행         | 2016년 4월 30일 ~ 2018년 5월 17일                                  | |
| 2018           | KBS1        | 사랑의 가족                           | 임시진행     | 2018년 6월 28일                                                    | |
| 2016 ~ 2018    | KBS 1라디오 | 생생 라디오 매거진                    | 진행         | 2016년 5월 9일 ~ 2018년 5월 25일                                   | |
| 2017           | KBS1        | UHD 문화기행 낭만 오디세이            | 내레이션     |                                                                    | |
| 2018 ~ 2020    | KBS2        | KBS 아침뉴스타임                      | 진행         | 2018년 4월 23일 ~ 2020년 6월 26일                                  | (KBS의 뉴스(보도-시사 프로그램) 편성변경으로인한 최후의 남성앵커 |
| 2019           | KBS2        | 그녀들의 여유만만                     | 출연         | 2019년 7월 16일                                                    | [슬기로운 주부 생활] 랜선 집들이 - 나만의 아지트, 취미 방 |
| 2019           | KBS1        | 6시 내고향                            | 임시진행     | 8월 5일 ~ 8월 16일                                                 | 6831회 ~ 6840회 |
| 2019           | KBS1        | 6시 내고향                            | 임시진행     | 12월 31일                                                          | 6936회(송년특집) |
| 2020           | KBS1        | 6시 내고향                            | 임시진행     | 1월 1일 ~ 1월 3일                                                  | 6937회(신년특집) ~ 6939회 |
| 2021           | KBS1        | 6시 내고향                            | 임시진행     | 8월 9일                                                            | 7336회 |
| 2025           | KBS1        | 6시 내고향                            | 진행취소     | 2025년 4월 1일                                                     | 8251회 새 남자MC 진행취소 |
| 2020~2023      | KBS1        | 더 라이브                             | 진행         | 2020년 3월 4일 ~ 2023년 4월 27일까지                               | [ 6 ] [ 7 ] [ 8 ] |
| 2022           | KBS1        | KBS 뉴스 7                            | 임시진행     | 2월 7일 ~ 2월 11일                                                 | 9월 19일 ~ 9월 20일 |
| 2022           | KBS1        | KBS 뉴스 5                            | 임시진행     | 4월 12일 ~ 4월 15일(이후 기준)                                     | |
| 2025           | KBS1        | KBS 뉴스 5                            | 진행취소     | 3월 10일                                                           | 새 남자앵커 진행취소 |
| 2022           | KBS2        | 2022 서울 E-프리:15-16라운드 중계방송 | 캐스터 진행  | 2022년 8월 13일 ~ 8월 14일                                         | [ 12 ] [ 13 ] |
| 2019           | KBS1        | 도전! 골든벨                          | 임시진행취소 | 2019년 5월 5일                                                     | 947회 어린이날 특집 부산 해원초(임시 남자MC 진행취소)(X) |
| 2021           | KBS1        | 아침마당                              | 진행취소     | 2021년 6월 21일                                                    | 8909회 월요토크쇼 명불허전 《대한민국의 부케 전성시대》(새 남자MC 진행취소) |
| 2023           | KBS1        | 아침마당                              | 진행취소     | 2023년 5월 1일                                                     | 9382회 [월요토크쇼 명불허전] 《연예계 별별 ★ 홍보대사》(새 남자mc 진행취소) |
| 2023           | KBS1        | 아침마당                              | 임시진행취소 | 12월 4일 ~ 12월 7일 12월 11일 ~ 12월 14일                          | 9535회 월요토크쇼 명불허전 《딸 부자 vs 아들 부자》 편 ~ 9538회 목요특강 4인4쌤(《몸이 아파요》 9540회 월요토크쇼 명불허전 《대를 잇는 위대한 유산》 편 ~ 9543회 목요특강 4인4쌤(《중독이 뭐길래》 |
| 2024           | KBS1        | 아침마당                              | 임시진행취소 | 1월 30일 ~ 2월 1일                                                 | 9576회 화요초대석<끝없이 배움의 길을 가는 아름다운 배우 김혜정 탤런트 / 친족 성폭력 생존자에서 아픔을 치유하는 상담사로! 김영서 심리상담사> ~ 9578회 목요특강 4인4쌤《나이아 가라》                |
| 2024           | KBS1        | 아침마당                              | 임시진행취소 | 9월 9일 ~ 9월 13일                                                 | 9735회<월요토크쇼 명불허전<별이 된 트로트 전설, 故 현철> ~ 9738회 꽃피는 인생수업《몸의 혁명, 해독》                                                                                               |
| 2025           | KBS1        | 아침마당                              | 임시진행취소 | 2025년 1월 8일~2025년 1월 9일 2025년 1월 13일 ~ 14일, 16일         | |
| 2024           | KBS2        | 무엇이든 물어보세요                   | 임시진행취소 | 4월 29일 ~ 5월 3일 5월 6일                                         | [닥터의 경고] 방치하면 마비까지?! 어깨통증, 원인을 찾아라 ~ 5월 1째주 금요 팩트체크 어린이날 특집 [닥터의 경고] 뇌 나이를 회춘하라! 치매 막는 두뇌 건강법                                          |
|                | KBS1        | KBS 뉴스광장                          | 패널         |                                                                    | KBS 스타리아 라운지 VIOG 언박싱 뉴스광장 코너 |
| 2024           | KBS1        | KBS 뉴스광장                          | 진행취소     | 2024년 5월 25일                                                    | 토요일 진행취소 |
| 2025           | KBS1        | KBS 뉴스광장                          | 진행취소     | 2025년 3월 15일                                                    | 토요일 연속 진행취소 |
| 2021 2022 2024 | KBS1        | KBS 뉴스광장                          | 임시진행취소 | 2021년 11월 27일 2022년 10월 8일 2024년 8월 26일 ~ 2024년 8월 30일 | 토요일 및 평일 임시진행취소 |
| 2024           | KBS1        | KBS 뉴스 12                           | 임시진행취소 | 10월 28일 ~ 11월 1일(이후)                                         | 임시 남자앵커 이후 임시진행취소 |
| 2025           | KBS1        | 시니어토크쇼 황금연못                 | 임시진행취소 | 2025년 4월 12일                                                    | 516회 [인생톡 공감톡] 남의 속도 모르고 外 임시진행취소 |